# Liste der Kulturdenkmale in Oderwitz
In der Liste der Kulturdenkmale in Oderwitz sind die Kulturdenkmale der sächsischen Gemeinde Oderwitz verzeichnet, die bis Januar 2019 vom Landesamt für Denkmalpflege Sachsen erfasst wurden (ohne archäologische Kulturdenkmale). Die Anmerkungen sind zu beachten.
Aufgrund der Größe der Liste ist die Kulturdenkmalliste von Oderwitz auf die beiden Ortsteile aufgeteilt:
- Liste der Kulturdenkmale in Niederoderwitz
- Liste der Kulturdenkmale in Oberoderwitz

Diese Aufzählung ist eine Teilmenge der Liste der Kulturdenkmale im Landkreis Görlitz.